# Kraśniczyn-Osada (gromada)
Kraśniczyn-Osada (alt. Kraśniczyn Osada lub Kraśniczyn osada) – dawna gromada, czyli najmniejsza jednostka podziału terytorialnego Polskiej Rzeczypospolitej Ludowej w latach 1954–1972.
Gromady, z gromadzkimi radami narodowymi (GRN) jako organami władzy najniższego stopnia na wsi, funkcjonowały od reformy reorganizującej administrację wiejską przeprowadzonej jesienią 1954 do momentu ich zniesienia z dniem 1 stycznia 1973, tym samym wypierając organizację gminną w latach 1954–1972.
Gromadę Kraśniczyn osada z siedzibą GRN w Kraśniczynie osadzie (w obecnym brzmieniu Kraśniczyn) utworzono – jako jedną z 8759 gromad na obszarze Polski – w powiecie krasnostawskim w woj. lubelskim na mocy uchwały nr 9 WRN w Lublinie z dnia 5 października 1954. W skład jednostki weszły obszary dotychczasowych gromad Kraśniczyn osada, Starawieś, Wólka Kraśniczyńska, Chełmiec, Wolica, Drewniki i Zastawie ze zniesionej gminy Czajki w tymże powiecie. Dla gromady ustalono 23 członków gromadzkiej rady narodowej.
1 stycznia 1960 do gromady Kraśniczyn Osada włączono obszar zniesionej gromady Bończa w tymże powiecie.
Gromada przetrwała do końca 1972 roku, czyli do kolejnej reformy gminnej. 1 stycznia 1973 w powiecie krasnostawskim utworzono gminę Kraśniczyn.